# Chotynin
Chotynin is een plaats in het Poolse district  Wieruszowski, woiwodschap Łódź. De plaats maakt deel uit van de gemeente Bolesławiec en telt 300 inwoners.